# Вайсс, Манфред (солдат)
Манфред Вайсс (нем. Manfred Weiss; 1 декабря 1943 — 19 мая 1962) — восточногерманский пограничник, убитый сослуживцем Гюнтером Яблонски, пытавшимся бежать в Западный Берлин.

## Биография
По профессии Вайсс был каменщиком. Проходил срочную службу в пограничных войсках ГДР в Германнсфельде (Рёнблик), дослужился до звания ефрейтора.
19 мая 1962 года находясь на посту, Вайсс был убит четырьмя выстрелами в спину в тюрингенском Хеннеберге. Убийцей оказался Гюнтер Яблонски, который хотел сбежать в Западный Берлин. В 1968 году земельный суд Швайнфурта осудил Яблонски на 9 лет тюрьмы, из которых он провёл в тюрьме только 6, после чего был выдан ГДР. В 1979 году Верховный военный суд ГДР приговорил Яблонски к пожизненному лишению свободы. В 1988 году Яблонски был освобождён и уехал в ФРГ, где в 1996 году был реабилитирован, а в 2002 году получил компенсацию за моральный ущерб в размере 37 200 евро.